# Maria Dolors Renau
Maria Dolors Renau i Manén (Barcelona, 15 de noviembre de 1936-San Cugat del Vallés, 29 de agosto de 2019) fue una psicóloga, pedagoga y política española. Como psicopedagoga trabajó especialmente con niños y adolescentes con problemas escolares y de adaptación social. Fue diputada al Congreso (1982) y Eurodiputada (1986-1987). De 1999 a 2003 ocupó el cargo de presidenta de la Internacional Socialista de Mujeres. En sus publicaciones destacan sus trabajos como psicopedagoga y sus reflexiones sobre mujeres y poder.

## Biografía
Se licenció en Psicología y Pedagogía por la Universidad de Barcelona y se diplomó en Psicología por el Instituto de Psicología de la Universidad de París.
Empezó a trabajar como psicóloga infantil en el Servicio de Psiquiatría del Hospital de Sant Joan de Déu de Barcelona y posteriormente como psicóloga clínica en el Instituto Ortopedagógico del Hospital Nen Déu en Barcelona.
Fue fundadora y coordinadora del Equipo Socio-Psicopedagógico del Ayuntamiento de Cornellá de Llobregat. Trabajó en el Colectivo de Maestros Rosa Sensat y fue fundadora y directora de la Escuela de Educadores Especializados Flor de Maig de la Diputación de Barcelona, actualmente denominada Escuela de Educadores Sociales integrada en la Universidad de Barcelona.
Miembro del Partido de los Socialistas de Cataluña (PSC), en 1982 fue elegida diputada al Congreso por la circunscripción electoral de Barcelona en las elecciones generales de 1982 y mantuvo su escaño hasta 1989.
De 1986 a 1988 fue directora general de Protección Jurídica del Menor, en el Ministerio de Justicia.
También fue directora general de protección jurídica del menor del Ministerio de Justicia, miembro del Parlamento Europeo por designación de las Cortes Generales (1986-1987) formó parte de las comisiones de la Salud, Consumo, Medio Ambiente y Derechos de la Mujer.
En octubre de 1999 fue elegida presidenta de la Internacional Socialista de Mujeres responsabilidad que asumió hasta octubre de 2003.  En su primera intervención en el cargo destacó la necesidad de "feminizar la política, los partidos, para que puedan cumplir su función social y poner en marcha proyectos de mayorías" ante mujeres de partidos socialistas, socialdemócratas y laboristas de 96 países.
De 1993 a 2003 fue también directora del gabinete de Relaciones Internacionales de la Diputación de Barcelona y posteriormente Comisionada de Presidencia para las Redes internacionales de Igualdad y Ciudadanía.
Publicó diversos artículos en revistas como Cuadernos de Pedagogía y Leviatán.

### La voz pública de las mujeres
Tras su jubilación en 2006 se dedicó especialmente a la formación de mujeres políticas. En 2009 publicó el libro "La voz pública de las mujeres" en el que plantea las consecuencias que ha comportado para el desarrollo humano la ausencia de las mujeres en la vida pública y pone de relieve cómo las mujeres están trabajando desde un nuevo punto de vida para "civilizar la vida pública y erradicar la violencia".
En 2008 recibió la Medalla al treball President Macià y en 2011 la Cruz de Sant Jordi de la Generalidad de Cataluña como reconocimiento a la labor de los primeros diputados catalanes en Parlamento Europeo.

## Obras
- Els Inicis del llenguatge i la comunicació en l'infant : de 0 a 3 anys : bases per ajudar al seu desenvolupament (1980)
- Maternidad, infancia, feminismo (1990) en Revista de ciencias sociales[11]
- Abráceme un rato, por favor  (1997) El Clavell[12]
- ¿Otra psicología en la escuela? Un enfoque institucional y comunitario (1998) Paidos ISBN 9788449305528
- Feminismo y progreso global  (1999) Leviatan[13][14]
- La voz pública de las mujeres. Contra la "naturalidad" de la violencia, feminizar la política (2009) Editorial Icaria ISBN 9788498880755

## Condecoraciones
- 2008 Medalla al trabajo Presidente Macià
- 2011 Premio Cruz de Sant Jordi de la Generalidad de Cataluña
- 2015. Medalla de Honor de la Ciudad de Barcelona